# Frank D’Annolfo
Frank D’Annolfo (* 26. Dezember 1907; † 5. Mai 2003 in Old Bethpage, Oyster Bay (New York)) war ein US-amerikanischer Jazzmusiker (Posaune) der Swingära.

## Leben und Wirken
D’Annolfo wurde in Italien geboren und kam mit sieben Jahren in die USA. In den frühen 1930er-Jahren trat er den Merry Mad Caps bei, einer bekannten Jazzband in Hartford, Connecticut. Er spielte auch in der Leibgarde des Gouverneurs von Connecticut.
Später in diesem Jahrzehnt zog er nach New York City und spielte bei Eddie Duchin, später bei Bunny Berigan. Schließlich wurde er Mitglied im Tommy Dorsey Orchestra („How Can You Forget“, 1938); es war dann Dorsey, der D’Annolfo Glenn Miller vorstellte, dessen Band er 1939 beitrat. Er wirkte auch an zwei Filmen mit Millers Band mit, „Sun Valley Serenade“ (1941) und „Orchestra Wives“ (1942). Der Down Beat wählte ihn 1940 zum besten Posaunisten in der Kategorie Sweet Bands.
D’Annolfo blieb bis 1942 bei der Miller-Band, als Glenn Miller nach dem Eintritt der Vereinigten Staaten in den Zweiten Weltkrieg den Militärdienst antrat und die Band sich auflöste. Mit dem Charlie Spivak Orchestra trat er in dem Film „Pinup Girl“ (1944, mit Betty Grable) auf. Weitere Aufnahmen entstanden in dieser Zeit auch mit Red McKenzie/Ernie Caceres.  Von 1950 bis 1958 gehörte er dem Guy Lombardo Orchestra an. D’Annolfo spielte außerdem als Musiker 1959 in den Broadway-Stücken Destry Rides Again und Li’l Abner. In den späten 1950er-Jahren wirkte er noch an Aufnahmen des All Star Alumni Orchestra unter der Leitung von Bobby Byrne mit.